# Arbeitnehmerentgelt
Das Arbeitnehmerentgelt ist in der Volkswirtschaftlichen Gesamtrechnung (VGR) das Arbeitsentgelt der Arbeitnehmer. Es setzt sich zusammen aus den Bruttolöhnen und -gehältern, die sich wiederum in
- Nettolöhne und -gehälter
- Lohnsteuer, Solidaritätszuschlag, Kirchensteuer
- Sozialversicherungsbeiträge der Arbeitnehmer

aufteilen lassen und aus den
- Sozialversicherungsbeiträgen der Arbeitgeber.

Das Arbeitnehmerentgelt bildet zusammen mit den Unternehmens- und Vermögenseinkommen das Volkseinkommen. Als Anteil am Volkseinkommen bildet es die Lohnquote.

## Arbeitnehmerentgelt, Löhne und Gehälter der Inländer 2016–2019
Das Arbeitnehmerentgelt umfasst neben den Bruttolöhnen und -gehältern auch die Sozialbeiträge der Arbeitgeber und Arbeitnehmer sowie deren Lohnsteuer. Im Jahr 2019 entfielen 18 % des Arbeitnehmerentgelts auf die Sozialbeiträge der Arbeitgeber und 27 % auf die Abzüge der Arbeitnehmer, die sich etwa je zur Hälfte aus Sozialabgaben und Lohnsteuer zusammensetzten. In gesamtwirtschaftlicher Betrachtung blieben 2019 vom Arbeitnehmerentgelt etwa 55 % als Nettolöhne und -gehälter bei den Arbeitnehmern. Im Jahr 1991 waren es noch knapp 58 %.

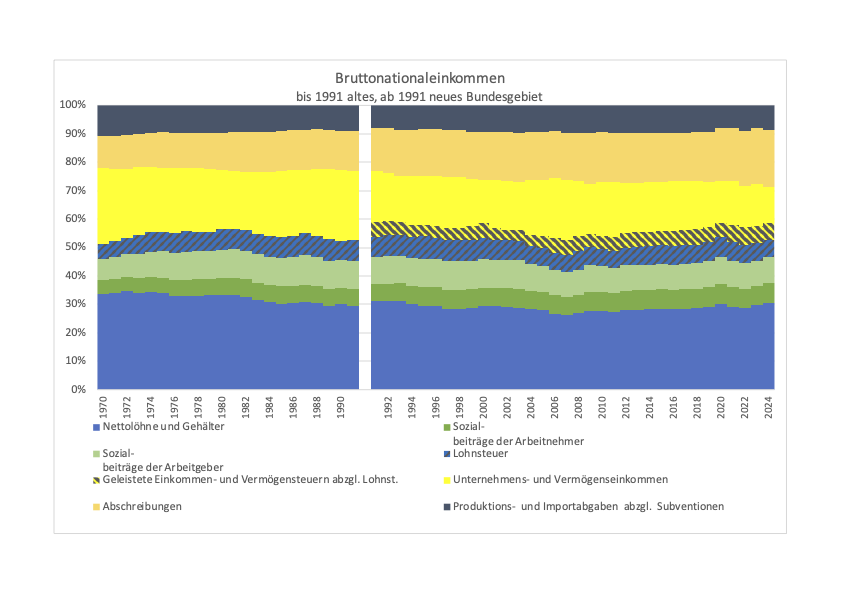
Quelle: eigene Berechnungen nach StBA

|   | Arbeitnehmerentgelt, Löhne und Gehälter der Inländer – in Milliarden Euro | 2016   | 2017   | 2018   | 2019   |
| - | ------------------------------------------------------------------------- | ------ | ------ | ------ | ------ |
|   | Arbeitnehmerentgelt der Inländer                                          | 1625,1 | 1694,7 | 1771,8 | 1845,9 |
| — | Sozialbeiträge der Arbeitgeber                                            | 287,7  | 300,7  | 310,5  | 324,3  |
| = | Bruttolöhne und -gehälter                                                 | 1337,4 | 1394,1 | 1461,3 | 1521,6 |
| — | Sozialbeiträge der Arbeitnehmer                                           | 225,8  | 237,0  | 247,7  | 251,5  |
| — | Lohnsteuer der Arbeitnehmer                                               | 215,3  | 225,4  | 238,4  | 249,8  |
| = | Nettolöhne und -gehälter                                                  | 896,3  | 931,6  | 975,2  | 1020,3 |

## Vergleich zum Bruttonationaleinkommen
In der Abbildung ist das Bruttonationaleinkommen (BNE) gleich 100 % gesetzt. Die vier unteren Größen in der Abbildung Nettolöhne und -gehälter (dunkelblau), Sozialbeiträge der Arbeitnehmer (blau gekachelt) und der Arbeitgeber (gelblich gekachelt) sowie die Lohnsteuer (schwarz gekachelt) stellen das Arbeitnehmerentgelt dar.